# نفح الطيب من غصن الأندلس الرطيب
نفح الطيب من غصن الأندلس الرطيب مصنف ألفه المقري التلمساني، يعد أحد أقدم الكتب الأندلسية ظهورا للنور، وهو موسوعة تاريخية مهمة في دراسة التاريخ والأدب والجغرافيا الخاصة بالأندلس. وقد صرح المقري بمقدمة كتابه أنه ألفه إجابة لطلب الإمام المولى الشاهيني أستاذ المدرسة الجقمقية في دمشق، وقال: «وعزمت على الإجابة لما للمذكور علي من الحقوق، وكيف أقابل بره  بالعقوق، فوعدته بالشروع في المطلب عند الوصول إلى القاهرة المعزية». وجعل عنوانه أولاً «عرف الطيب في التعريف بالوزير ابن الخطيب» فلما رأى مادته قد اتسعت لتشمل الأندلس أدباً وتاريخاً، عمد إلى تغيير عنوانه ليصير «نفح الطيب من غصن الأندلس الرطيب وذكر وزيرها لسان الدين ابن الخطيب».
وجاء هذا الكتاب على جزأين، جزء يتحدث عن الأندلس والمدن الأندلسية وسكانها، ووصف مناخها وتوضيح مساحتها وتحديد أراضيها وأول من سكنها، ووصف سكان الأندلس وحبهم للعلم والأدب وسلوكياتهم وخصوصياتهم الاجتماعية، والشأن البعيد الذي بلغوه في مجال العلوم والآداب. والجزء الآخر عن أخبار الوزير ابن الخطيب.
اعتمد المقري في كتابه على مصادر لم يصلنا منها سوى القليل كالمغرب لابن سعيد، ومطمح الأنفس لابن خاقان، والمطمح الكبير. انتهى المصنف من الكتاب يوم الأحد 27 رمضان 1038 هـ ثم ألحق به فصولاً أتمها في ذي الحجة سنة 1039 هـ، وكان قد ألف كتابه هذا وهو في القاهرة مغترباً عن بلده تلمسان (في الجزائر).

## وصلات خارجية
- كتاب نفح الطيب من غصن الأندلس الرطيب